# Kabuto Yakushi
Kabuto Yakushi (カブト 薬師 Yakushi Kabuto?) es un personaje del manga y anime Naruto. Su nombre significa casco.

## Concepción y diseño

Desde que Kabuto utilizó una técnica para trasplantarse los pedazos de Orochimaru, le salió la misma marca alrededor de su ojo de este.

Kabuto Yakushi es representado como un joven de Konohagakure con un físico muy promedio. El elemento más característico de Kabuto son sus gafas, siendo uno de los pocos personajes de la obra que porta esta herramienta. Físicamente destaca también su pelo plateado, el cual porta en una coleta hasta que decide implantarse las células de Orochimaru, momento en el cual comienza a llevar el pelo suelto y a la altura de los hombros. Su físico cambia drásticamente al implantarse los genes de Orochimaru, pasando a poseer la piel serpentina blanquecina del Sannin, sus mismos iris con el ojo ofidio y las marcas alrededor del ojo.
Respecto a su personalidad, Kabuto es un sujeto extremadamente taimado y calculador, por lo que sus auténticas intenciones son difíciles de discernir. Su experiencia como espía le permite camuflar sus intenciones y su personalidad ante los demás, llegando a engañar a personajes como Naruto Uzumaki, Sasori o incluso a toda la Aldea Oculta de la Hoja fingiendo ser un humilde Genin con el objetivo de espiar desde dentro para Orochimaru. En las ocasiones que revela su auténtica manera de ser, como en el enfrentamiento entre los tres Sannin, o contra Itachi y Sasuke Uchiha en Naruto: Shippūden, posee una actitud arrogante y artera, llegando a rozar la crueldad. Se trata también de una persona perspicaz y manipuladora, sabiendo indagar y dañar los sentimientos ajenos y disfrutando también manipulando psicológicamente a los demás. Sabedor de su inteligencia, eso le hace tratar a los demás con condescendencia.
Con todo, Kabuto parece disimular unos serios problemas de autoestima, derivados de la falta de afecto y de reconocimiento por parte de todos aquellos que le rodearon; todo ello le llevó a sufrir inseguridades respecto a su identidad, afirmando el propio personaje querer construir su identidad a través del poder y el conocimiento. Como afirma en los episodios pertenecientes a la batalla contra Itachi y Sasuke, una vez se haya atrapado en el Izanami, Kabuto confiesa que su mayor anhelo fue siempre tener alguien que estuviera con él, que lo apoyara y que lo reconociera. El haber perdido a su «madre», Nonō, debido a las manipulaciones llevadas a cabo por Danzō Shimura, le hizo odiar al mundo shinobi y a Konohagakure en particular, convirtiéndose en la mano derecha y más leal seguidor de Orochimaru, a quien tomó como su figura paterna. Sin embargo, una vez comienza a implantarse el ADN de otros ninjas y a tomar conciencia de su poder, su arrogancia se eleva hasta el punto de considerarse el más poderoso shinobi del mundo, afirmando incluso haber superado a su maestro.

## Historia

### Primera parte

Mapa de Inteligencia.

Kabuto debuta en la obra durante el arco de los exámenes de acceso a Chūnin, concretamente, en el episodio 23: ««¡Evapora a los rivales! Los nueve novatos se reúnen»». Kabuto se presenta como un veterano Genin que ha reprobado en varias ocasiones los exámenes de acceso. Se presenta junto a sus dos compañeros, Yoroi Akadō y Misumi Tsurugi. Les explica a los Nueve Novatos de Konoha el funcionamiento de los exámenes y cuáles son los rivales con los que más cuidado deben tener. Kabuto y su equipo llegan hasta las finales, pero Kabuto decide retirarse afirmando estar muy cansado, para sorpresa e indignación de Naruto.
Tras los exámenes, Kabuto se reúne con Orochimaru, revelándose que su auténtico interés se encuentra realmente en Sasuke Uchiha, compañero de Naruto. Mientras este se hallaba convaleciente, Kabuto trata de llegar hasta él después de eliminar a varios miembros de los cazadores ANBU, siendo detenido por el tutor de Sasuke, Kakashi Hatake. Posteriormente, Kabuto vuelve a aparecer durante la rondas finales de los exámenes; disfrazado como uno de los cazadores ANBU que había eliminado en anteriores episodios, donde inicialmente trata de emergencia a Hinata, luego que su complicación cardiaca, producto de su combate con su primo Neji, regresara dejándola casi inconsciente. Gracias a su jutsu médico, Kabuto consigue curar las heridas de Hinata al 100%, aunque en la obra nunca se explica el por qué decidió ayudar a Hinata y sigue siendo un misterio sin resolver. Más tarde, durante el encuentro entre Gaara y Sasuke Uchiha, desata un genjutsu sobre toda la arena de combate donde se estaban librando las rondas finales del examen Chunin, poniendo a dormir a todos los presentes, exceptuando a aquellos que fueron capaces de detectarlo. Este es el comienzo del arco de la invasión sobre la Aldea Oculta de la Hoja, donde Kabuto se vuelve a topar con Kakashi, pero escapa una vez más.
Tras el fracaso de la invasión sobre Konoha, Kabuto se reencuentra con Orochimaru, el cual ha quedado muy malherido tras su enfrentamiento con Hiruzen Sarutobi. Lo acompaña en la búsqueda de Tsunade, excompañera suya y la única capaz de curarle. Tras el reencuentro, Kabuto tiene que defender a Orochimaru para evitar que Tsunade acabe con él; Kabuto demuestra unas habilidades que sorprenden incluso a la Sannin, dejándola contra las cuerdas hasta que llegan Naruto y Shizune. Kabuto se enfrenta a Naruto, pero este consigue derrotarle con su técnica Rasengan; estos combates terminan de manera abrupta cuando llega Jiraiya, provocando que Orochimaru y Kabuto escapen para evitar mayores complicaciones. 
La presencia de Kabuto en lo que resta de primera parte se limita a apariciones junto con Orochimaru, mientras este se prepara para recibir a Sasuke y tomar su cuerpo. Kabuto decide manipular a Kimimaro para que acuda en la búsqueda de Sasuke, a la vez que dirige la transmutación de cuerpo de Orochimaru.

### Segunda parte
En esta segunda parte, Kabuto se muestra como un espía de Sasori, uno de los miembros de Akatsuki, justo cuando en ese momento aparece Orochimaru. Kabuto aparenta ser un traidor a la causa del Sannin, hasta que, repentinamente, corta la cabeza de Sasori, actuando bajo las órdenes de Orochimaru y revelando ser un doble-espía. En ese instante, el Equipo 7, denominación del equipo conformado por Naruto, Sasuke —reemplazado en el equipo por Sai— y Sakura Haruno, ahora dirigido por Yamato, aparece en escena. Se desata un combate entre Naruto y Orochimaru; Kabuto le confiesa a Sakura mientras la sana que Akatsuki es el enemigo más peligroso.
Orochimaru finalmente cae a manos de Sasuke Uchiha. Kabuto se implanta los restos de Orochimaru con el objetivo de tomar su poder. En uno de estos episodios, Kabuto incluso se reencuentra con Naruto y le proporciona información sobre los Akatsuki, detectando Hinata Hyūga cómo el ADN de Orochimaru ha tomado una parte de su cuerpo. En esta parte, las acciones de Kabuto son reveladas únicamente en el anime, mostrándose cómo está recopilando cadáveres con el objetivo de entrenar su técnica del Kuchiyose: Edo Tensei —una habilidad capaz de revivir a los muertos permitiéndoles conservar su poder y actuando como peones del invocador—. Kabuto se convierte por este entonces en uno de los criminales más buscados de la obra.
Kabuto no reaparece hasta el arco de la Cuarta Guerra Mundial Shinobi. Se presenta ante unos ninjas demostrando que ya domina el poder de Orochimaru, reuniéndose con el misterioso Obito para revelarle que conoce su verdadera identidad. Kabuto le hace una proposición: revive a sus compañeros caídos de Akatsuki mediante la técnica del Edo Tensei con el propósito de que unan sus fuerzas. Al principio, Obito se niega rotundamente a colaborar con él, pero finalmente Kabuto a modo de chantaje le saca un ataúd en particular con su técnica del Edo Tensei, el cual resulta contener el cuerpo real de Madara Uchiha, del cual solo Obito conocía la ubicación real del mismo. Ante esta revelación, Obito reclama saber de dónde lo sacó, pero Kabuto se limita a decir que no le dirá a nadie de este secreto si acepta los términos, por lo que Obito a regañadientes acepta trabajar con Kabuto y decide acudir a recolectar al resto de los bijuus —denominación de las Bestias con Cola—. Más adelante, Kabuto se limita a aparecer entre las sombras controlando a los ninjas revividos y que se encuentran luchando en la Cuarta Guerra Mundial Shinobi. Tras ver cómo sus mejores bazas —Nagato e Itachi— son derrotadas a manos de Naruto, Kabuto decide convocar a su arma definitiva: Madara Uchiha. Madara acude al campo de batalla a la vez que Kabuto toma el control de Mu para comunicarse con él.
Itachi Uchiha, quien había logrado librarse del control del Edo Tensei, acude a confrontar a Kabuto para acabar con su técnica y, así, con la Cuarta Guerra. Sin embargo, Sasuke localiza a su hermano y se reúne de nuevo con él, llegando ambos hasta el escondite de Kabuto. Este se muestra sorprendido de que lo hayan descubierto, pero afirma que el Edo Tensei no puede ser revocado, ni siquiera con la muerte del usuario. Itachi se dispone a acabar con su técnica, de manera que se desata un enfrentamiento entre Kabuto y los dos hermanos. Kabuto revela que ha adquirido una gran cantidad de poder durante los últimos arcos de la obra, mostrando cómo se ha implantado el ADN de ninjas como Orochimaru y Kimimaro, entre otros. Consciente de que Itachi es muy poderoso, intenta ganarse el favor de Sasuke para que se ponga de su parte, pero el menor de los Uchiha decide permanecer al lado de su hermano mayor, de manera que Kabuto se lanza al ataque. Kabuto revela también que, a través de un entrenamiento en un lugar mitológico de la saga, ha adquirido el «Modo Sabio», una transformación capaz de potenciar todas las habilidades del usuario. Kabuto se ha vuelto muy poderoso, sin embargo, Itachi afirma poseer una técnica capaz de detenerlo. Durante el enfrentamiento entre Itachi y Kabuto, el primero aplica el Izanami, una técnica visual muy poderosa que atrapa a su víctima en un eterno bucle de tiempo infinito, a menos que este tome conciencia de sus errores y logre cambiar su destino, pero además de ello esta técnica visual funciona a costa de sacrificar el ojo Sharingan que la activa, tal como sucede con su homólogo opuesto, el Izanagi.
Mientras tanto, Kabuto se halla inmerso en el bucle de tiempo batallando infructuosamente contra Itachi, lo cual deja el cuerpo de Kabuto casi inerte y en manos de Itachi, el cual consigue que Kabuto le diga cuáles son los sellos capaces de revocar el Edo Tensei. De esta manera, todos aquellos que fueron revividos por la técnica de Kabuto desaparecen, incluyendo al propio Itachi.

¿He fracasado en algo de lo que he hecho? Lo único que he querido es que alguien estuviera conmigo, alguien que me reconociera, alguien que me apreciara... ¿Dónde está el error en querer algo así?
Kabuto reflexionando sobre sus acciones

Durante la batalla se revela el auténtico pasado de Kabuto, el cual no había sido mostrado durante la saga. Kabuto era huérfano y fue encontrado por Nonō, la dueña de un orfanato del País del Fuego, la cual le curó sus heridas, le regaló sus gafas debido a que poseía mala visión y le otorgó el nombre de «Kabuto» en referencia a un casco. Cierto día, Danzō Shimura apareció obligando a Nonō a realizar una misión, presentándose Kabuto voluntario para actuar de espía para AMBU Raíz, la organización de Danzō. Durante una misión años más tarde, Nonō atacó a Kabuto y este se vio obligado a defenderse, acabando con la vida de Nonō, la cual no llegó a reconocer a Kabuto. En ese momento, Orochimaru surge para revelarle la auténtica verdad: Danzō manipuló a Nonō, ordenándole su muerte mientras le hacía creer que el propio Kabuto era otra persona, es por eso que no reconoció a Kabuto antes de morir. Lleno de rabia y dolor, Kabuto se convierte a partir de entonces en la mano derecha de Orochimaru, el cual le otorga su nueva y definitiva identidad: «Kabuto Yakushi».
Tiempo después, Kabuto llega al campo de batalla donde se libra el enfrentamiento entre Madara y los demás shinobis. Ahora reformado tras su experiencia en el Izanami, este rápidamente comienza a curar a un muy malherido y casi agonizante Sasuke, el cual regresa para confrontar a Madara. 

#### Final
Más tarde, cuando Madara finalmente logró proyectar el Tsukuyomi Infinito en la Luna, Kabuto junto con los que se encontraban allí quedaron atrapados en el Genjutsu para posteriormente ser atrapados y unidos al Dios Árbol. Posteriormente cuando la guerra finaliza luego de que Naruto y Sasuke resolvieran sus problemas, proceden a deshacer el Tsukuyomi Infinito liberando a todas las personas atrapadas.
Después de finalizada la Cuarta Guerra Mundial Shinobi, Kabuto se reencontró con su antiguo compañero de orfanato, Urushi y ambos regresaron a la Aldea Oculta de la Hoja, donde ambos deciden tomar el mando del Orfanato del País del Fuego del cual alguna vez habían pertenecido ambos, ayudando a los demás niños huérfanos.

## Habilidades

Estadísticas de Kabuto Yakushi

Las primeras nociones que se muestran de su personaje en la obra reflejan un ninja de bajo nivel con conocimientos muy básicos, sin embargo, esto era una tapadera bajo la que actuar como espía de Orochimaru. El poder del personaje es reconocido por otros como Jiraiya, el cual reconoce que puede que incluso esté a su altura, incluso otro de los personajes principales de la obra, Kakashi Hatake, afirmó no ser lo suficientemente fuerte para derrotar a Kabuto.
Su principal instrumento en batalla suele ser su inteligencia. Kabuto es extremadamente perspicaz y calculador, improvisando y adaptándose siempre en combate. En batalla nunca deja nada al azar y es capaz de analizar a sus adversarios en apenas instantes, sabiendo anticipar sus movimientos en casi cualquier circunstancia. Por otro lado, suele pecar de arrogancia o de condescendencia en combate, lo que puede llevarle a cometer errores o no analizar suficientemente bien la situación en determinadas ocasiones.
Su principal atributo son sus capacidades como médico, motivo por el cual Orochimaru quiso hacerlo su discípulo. En el arco del enfrentamiento entre los Sannin, Kabuto revela unas destrezas médicas a la altura casi de la propia Tsunade. También es capaz de desarrollar medicamentos capaces de restaurar el chakra y curar heridas, debido a que el personaje posee un conocimiento exhaustivo del cuerpo humano. Con el tiempo, comienza a desarrollar medicamentos capaces de potenciar habilidades como la fuerza o la velocidad, e incluso suprimir o inhibir otras.
El propio personaje afirma no ser muy ducho en el taijutsu, sin embargo, emplea una hoja de chakra en combate con un filo muy cortante para sus batallas cuerpo a cuerpo. Gracias a ello, fue capaz de combatir cuerpo a cuerpo con personajes como Tsunade o Kakashi Hatake. Esta capacidad mejora tras llegar a su Modo Sabio, donde es capaz de superar a Itachi Uchiha en el cuerpo a cuerpo después de que sus reflejos, destreza y físico mejoraran exponencialmente.
Kabuto comparte con su mentor en la obra, Orochimaru, el interés por el cuerpo humano. Desarrolla investigaciones con sujetos de prueba, incluyendo la nigromancia. Gracias a esto pudo perfeccionar el Kuchiyose: Edo Tensei, una técnica prohibida capaz de resucitar a los muertos, siempre y cuando se cuente con un humano vivo que sirva de «recipiente». Con esta técnica pudo revivir a una gran cantidad de ninjas de máximo nivel, con los cuales llevó a la Cuarta Guerra Mundial Shinobi a su máxima extensión. Como usuario llegó a superar al propio Orochimaru, pues empleó un sello capaz de arrebatar la personalidad al revivido para actuar como un simple peón, incluso pudiendo llegar a comunicarse a través de este.
Tras la muerte de Orochimaru, Kabuto comienza a implantarse el ADN de varios ninjas con el objetivo de conseguir cada vez más poder. El propio Orochimaru, Kimimaro Kaguya, Sakon, Jirōbō, Kidōmaru, Tayuya, Suigetsu Hōzuki y Jūgo fueron los shinobis de los cuales obtuvo sus capacidades.

### Técnicas
- Chakura no Mesu: el usuario genera un chakra en sus manos que actúa a modo de filo muy cortante. Se requiere una gran precisión para que sea eficaz, pero es capaz de cortar los elementos más duros. El personaje de Kabuto lo emplea, generalmente, para sus combates cuerpo a cuerpo.

- Doton: Doroku Gaeshi: gracias al ADN implantado de Jirōbō, Kabuto podía levantar enormes pedazos de tierra

- Doton: Moguragakure no Jutsu: técnica que consiste en que el usuario transmite su chakra al suelo para desplazarse bajo tierra.

- In'yu Shōmetsu: técnica únicamente mostrada por Kabuto, el usuario concentra chakra en una parte del cuerpo para minimizar el daño que pueda causarle. Cuanto mayor es la herida, más chakra requiere.

- Kuchiyose: Edo Tensei: un jutsu capaz de revivir a los muertos. Se trata de una técnica prohibida, y, considerada la más peligrosa de todo el mundo shinobi. El usuario puede revivir a voluntad a un fallecido siempre y cuando cuente con una muestra de su ADN y un cuerpo vivo que sirva de «recipiente». El revivido contará con todas las habilidades y destrezas que poseía al momento de morir, además, no es posible herirlo pues se regenerará al instante, siendo la única manera de acabar con él incapacitándolo o sellándolo. Según cuenta el propio Kabuto, esta técnica no se inhibe incluso aunque el usuario fallezca, siendo el usuario el único capaz de revertir la técnica. Kabuto también perfeccionó la técnica mediante un sello que le permitía emplear al revivido como su peón.

- Kuchiyose no Jutsu: técnica de invocación. Kabuto desarrolló un clon más poderoso de Manda, una serpiente gigante invocada por Orochimaru.

- Mateki: Mugen Onsa: gracias al ADN de Tayuya, Kabuto puede emplear un genjutsu sonoro con una flauta.

- Nehan Shōja no Jutsu: una técnica de genjutsu que consiste en dormir a las personas del área circundante, aparentando que descienden plumas blancas. Kabuto la empleó para dormir a los espectadores durante los exámenes de acceso a Chunin.

- no Kawarimi no Jutsu: Kabuto puede desprenderse de su piel para adquirir una forma de serpiente. También puede proyectarse a través de las serpientes de su cuerpo.

- Sen'ei Tajashu: el usuario expulsa serpientes desde su brazo, las cuales atacan al adversario a gran velocidad.

- Shikon no Jutsu: el usuario revive un cadáver dando la apariencia de que está vivo. Kabuto los disfraza con su apariencia para emplearlos como señuelos.

- Shōsen Jutsu: técnica básica de los ninja médicos que consiste en curar las heridas a través de las palmas de sus manos.

- Suika no Jutsu: gracias al ADN implantado de Suigetsu, Kabuto podía transformar su cuerpo en agua.

- Suiton: Daibakufu no Jutsu: el usuario libera una gran cantidad de agua con la fuerza de una gran ola. Kabuto la emplea sin necesidad de que exista agua a su alrededor ni de sellos manuales.

- Suiton: Suiryūdan no Jutsu: el usuario crea un dragón empleando agua que impacta contra el adversario.

#### Modo Sabio
El Modo Sabio fue adquirido por Kabuto después de entrenar en una localización mitológica dentro de la obra: la Cueva Ryūchi. El Modo Sabio es una capacidad en la saga que permite al que la desarrolla aumentar de manera exponencial su fuerza física, su velocidad, su resistencia, etc. Su ninjutsu, taijutsu y genjutsu se vuelven más poderosos y pueden sentir chakra con mayor facilidad. Con este nuevo poder, Kabuto adquiere una nueva apariencia: le crecen cuernos en la cabeza y una membrana en su ojo reduce su visión pero le vuelve invulnerable al genjutsu. En esta nueva transformación, Kabuto afirma pasar «de serpiente a dragón». Asimismo, empleando el ADN de Jūgo, Kabuto puede emplear la energía natural para mantener su Modo Sabio de manera ilimitada.
- Senpō: Hakugeki no Jutsu: en Modo Sabio, libera un dragón con una esfera que emite un ruido ensordecedor, cuyas vibraciones debilitan a cualquiera que esté cerca.

- Senpō: Muki Tensei: gracias a su Modo Sabio, Kabuto puede manipular la naturaleza, inyectando vida en objetos inanimados.